# Théodore d'Yve de Bavay
Markies Théodore  Benoît Jean-Népomucène d’Yve de Bavay (Graz, Oostenrijk, 13 mei 1797 - Brussel, 15 januari 1884) was lid van het Belgisch Nationaal Congres

## Levensloop
Théodore d'Yve behoorde tot een familie waarvan de stamboom en de adelbrieven opklommen tot de vijftiende eeuw. Hij was de zoon van Ferdinand d'Yve de Bavay (1749-1825) en van gravin Marie-Anne von Wildenstein (1762-1820). Ferdinand d'Yve behoorde tot de Henegouwse adelstand en verkreeg adelsbevestiging in 1816, onder het Verenigd Koninkrijk der Nederlanden, met de titel van graaf, gewijzigd in 1822 in markies voor hem en overdraagbaar op de oudste erfgenaam, met de titel van graaf of gravin voor alle anderen. Hij was kamerheer van koning Willem I.
De loopbaan van Théodore d'Yve begon door zijn benoeming tot kamerheer van kroonprins Willem. In 1824 trouwde hij met gravin Thérèse-Pauline Cornet de Grez (1799-1845) en ze kregen zes kinderen.
Op 5 november 1830 werd hij als plaatsvervangend lid verkozen voor het Nationaal Congres in het arrondissement Zinnik. Door de weigering van een effectief verkozen lid, zetelde hij vanaf 12 november. Op 10 april 1831 nam hij ontslag met als reden dat hij zich buiten Brussel moest begeven en zijn arrondissement niet van een van zijn vertegenwoordigers wilde beroven. Hij werd gecatalogeerd als behorende tot de gematigde liberalen. Hij nam evenwel geen enkele keer het woord in de openbare zittingen. Zijn stemgedrag was dat van de meerderheid van de congresleden: voor de onafhankelijkheidsverklaring, voor de eeuwigdurende uitsluiting van de Nassaus, voor de hertog van Nemours als staatshoofd, voor Surlet de Chokier als regent.
Théodore d'Yve was, vanaf 1823, vele jaren burgemeester van de gemeente Lessenbos (Henegouwen). Hij werd tot in 1921 door een paar van zijn nakomelingen hierin opgevolgd. De familie D'Yve de Bavay bewoont nog steeds het indrukwekkende zeventiende-eeuwse familieslot, genaamd Château de Lestriverie. De jongste zoon van Théodore zorgde voor nakomelingen, tot op heden.
Théodore d'Yve had een jongere broer, graaf Ferdinand d'Yve de Bavay (1798-1866) die trouwde met zijn nicht Hyacinthe de Bousies (1798-1875) die een belangrijk aandeelhouder en bestuurder was van de Société Générale, alsook van vennootschappen voor ontginning van koolmijnen en aanleggen van spoorwegen. Dit echtpaar bleef kinderloos.